# Millançay
Millançay ist eine französische Gemeinde mit 722 Einwohnern (Stand: 1. Januar 2022) im Département Loir-et-Cher in der Region Centre-Val de Loire; sie gehört zum Arrondissement Romorantin-Lanthenay und zum Kanton Romorantin-Lanthenay.

## Geographie
Die Gemeinde Millançay liegt etwa 43 Kilometer ostsüdöstlich von Blois am Bonne Heure in der Seenlandschaft Sologne. Umgeben wird Millançay von den Nachbargemeinden Neung-sur-Beuvron im Norden, Marcilly-en-Gault im Osten, Loreux im Südosten, Villeherviers im Süden, Romorantin-Lanthenay im Süden und Südwesten, Veilleins im Westen sowie Vernou-en-Sologne im Nordwesten.

## Bevölkerungsentwicklung
| Jahr                       | 1962 | 1968 | 1975 | 1982 | 1990 | 1999 | 2006 | 2015 | 2022 |
| Einwohner                  | 856  | 743  | 606  | 669  | 629  | 667  | 759  | 771  | 722  |
| Quellen: Cassini und INSEE |      |      |      |      |      |      |      |      |      |

## Sehenswürdigkeiten
- Kirche Saint-Aignan aus dem 13. Jahrhundert
- Schloss Marcheval
- Schloss Villechenay
- Schloss Le Plessis
- Schloss Les Grandes Bourdinières
- Schloss La Gouchère
- Schloss Varenne
- Schloss Bruadan

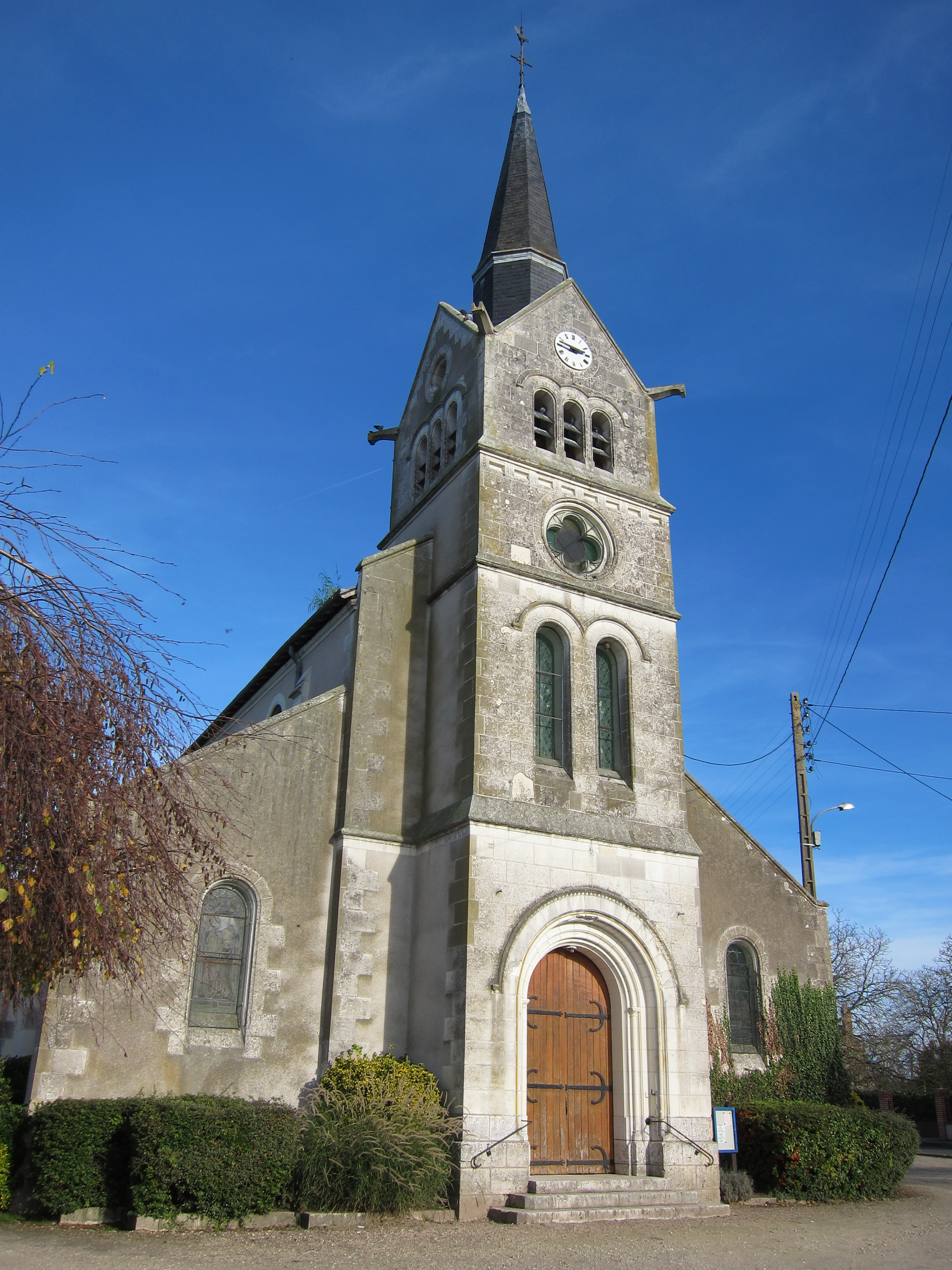
Kirche Saint-Aignan
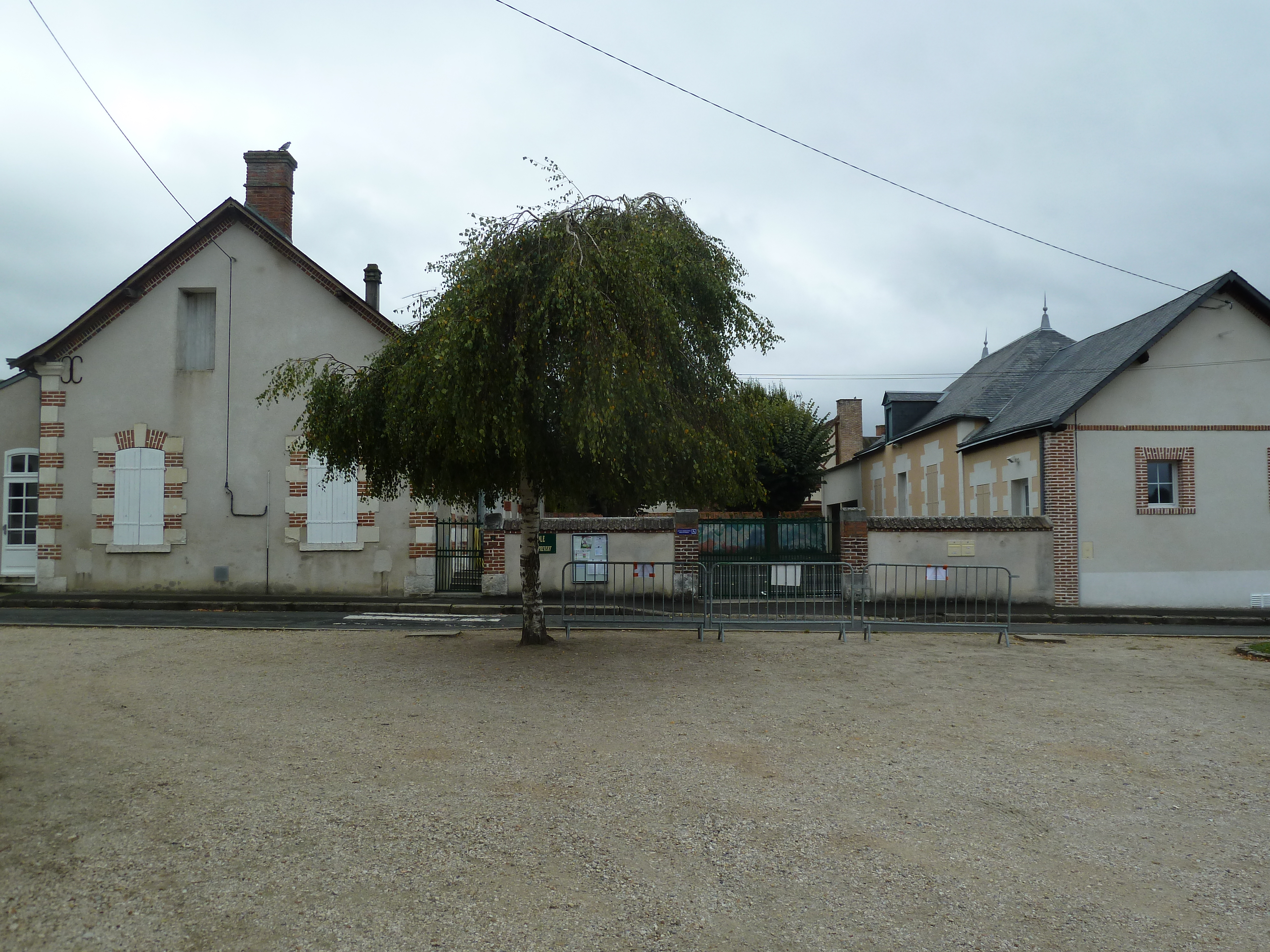
Grundschule
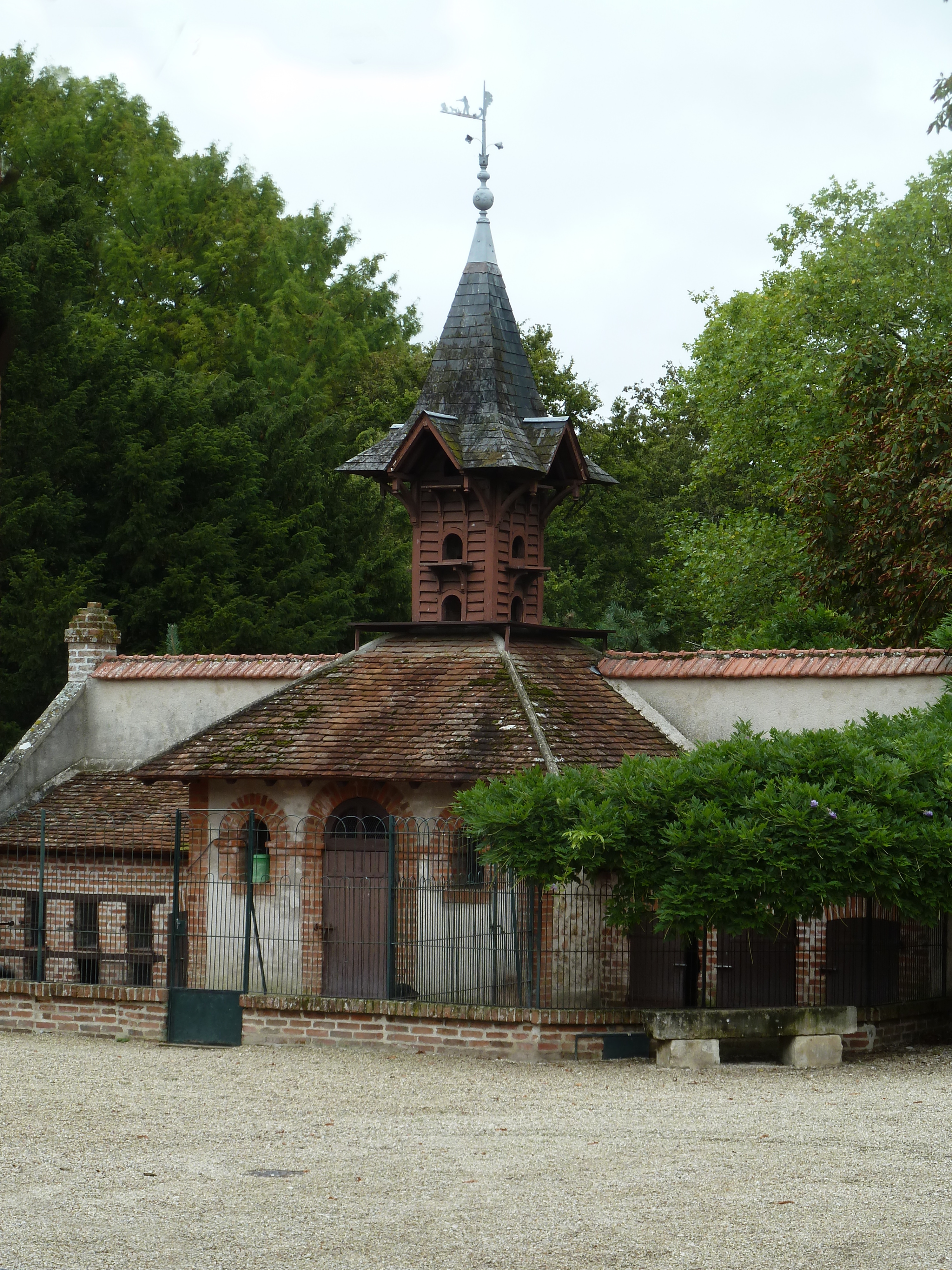
Taubenturm des Schlosses Les Grandes Bourdinières
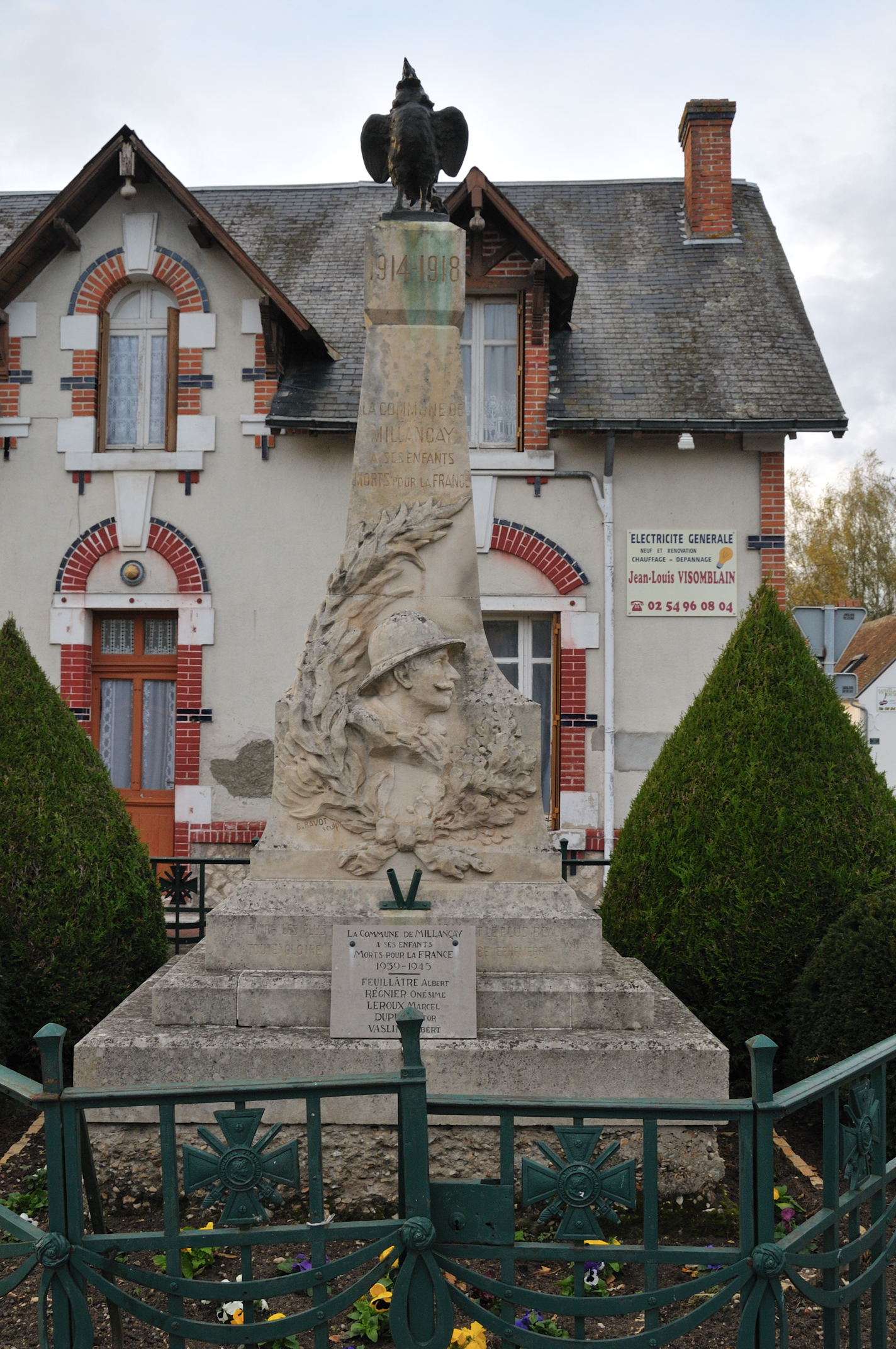
Gefallenendenkmal